# 加須市立礼羽小学校
加須市立礼羽小学校（かぞしりつ らいはしょうがっこう）は、埼玉県加須市礼羽にある公立小学校。

## 概要
埼玉県道305号礼羽騎西線に面している。周辺は住宅地だが、その周囲には稲作地帯が広がっている。

## 教育
「進んで学び、よく考える子」「思いやりのある子」「元気にやりぬく子」が学校教育目標であり、その方向性に応じて、学年目標、クラス目標が決められている。加須市の中では中規模の小学校である。

## 校歌
校歌は、若林巖作詞・作曲であり、加須市の学校では珍しく、加須市出身の作曲家下總皖一の作曲ではない。また、若林は、礼羽、不動岡、志多見の三小学校の児童が進学する加須市立加須西中学校の校歌も作曲している。

## 沿革
出典：
- 1873年
  - 3月：小学校令にならい、馬内村・香積寺内に礼羽小学校の前身である馬内学校が設置される。
  - 6月：校舎が礼羽村・金蓮院に移され、これにより名称が礼羽小学校となる。
- 1886年4月：学区に高柳村、正能村、日出安村が加わり、名称が高礼小学校となる。
- 1887年1月：名称が興文小学校となる。
- 1899年
  - 3月：校地が現在地へ移転。
  - 5月：馬内村・礼羽村が合併し、名称が礼羽尋常小学校となる。
- 1923年4月：高等科が設置され、名称が礼羽尋常高等小学校となる。
- 1941年4月：名称が埼玉県北埼玉郡礼羽国民学校となる。
- 1942年8月：武道館（振武館）が開場。
- 1947年4月：新学制により、礼羽村立礼羽小学校となる。
- 1949年2月：校歌「礼羽小学生の歌」制定。
- 1954年5月：町村合併および市制施行により、名称が加須市立礼羽小学校となる。
- 2021年1月：児童用タブレットの配布完了。

## 鼓笛隊
本校は鼓笛隊があり、以下の楽器がある。
- 首指揮・副指揮
- リコーダー
- マーチングキーボード
- マーチンググロッケン
- トランペット
- ユーフォニアム
- 小太鼓
- 中太鼓
- 大太鼓
- シンバル
- フラッグ
- ミニフラッグ

また、現在はなくなっているが、オーボエ、フルート、鍵盤ハーモニカも使用されていたことがあった。

## 通学区域
土手一丁目・二丁目、愛宕一丁目・二丁目、礼羽、馬内